# Troisième circonscription de l'Isère
La troisième circonscription de l'Isère est l'une des dix circonscriptions législatives françaises que compte le département de l'Isère (38) situé en région Rhône-Alpes.

## Description géographique et démographique

### De 1958 à 1986
Le département avait sept circonscriptions.
La troisième circonscription de l'Isère était composée de :
- canton du Bourg-d'Oisans
- canton de Clelles
- canton de Corps
- canton de Mens
- canton de Monestier-de-Clermont
- canton de La Mure
- canton de Sassenage
- canton de Valbonnais
- canton de Vif
- canton de Villard-de-Lans
- canton de Vizille

Source : Journal Officiel du 14-15 Octobre 1958.

### Depuis 1988
La troisième circonscription de l'Isère est délimitée par le découpage électoral de la loi n°86-1197 du 24 novembre 1986
, elle regroupe les divisions administratives suivantes : 
- la partie du canton de Fontaine-Vercors correspondant à l'ancien Canton de Fontaine-Sassenage
- Canton de Grenoble-3
- Canton de Grenoble-5
- Canton de Grenoble-6 selon le découpage cantonal antérieur à 2015.

D'après le recensement général de la population en 1999, réalisé par l'Institut national de la statistique et des études économiques (INSEE), la population de cette circonscription est estimée à 102 381 habitants,.

## Historique des députations
| Législature | Début de mandat | Fin de mandat  | Parti                                                                                      | Parti | Député          | Observations |
| ----------- | --------------- | -------------- | ------------------------------------------------------------------------------------------ | ----- | --------------- | --- |
| Ire         | 9 décembre 1958 | 9 octobre 1962 |                                                                                            | PR    | André Gauthier  | Mandat écourté à la suite d'une dissolution parlementaire décidée par Charles de Gaulle.                                                                       |
| IIe         | 6 décembre 1962 | 2 avril 1967   |                                                                                            | PR    | André Gauthier  | |
| IIIe        | 3 avril 1967    | 30 mai 1968    |                                                                                            | PCF   | Louis Maisonnat | Mandat écourté à la suite d'une dissolution parlementaire décidée par Charles de Gaulle.                                                                       |
| IVe         | 11 juillet 1968 | 1er avril 1973 |                                                                                            | UDR   | Robert Aymar    | |
| Ve          | 2 avril 1973    | 2 avril 1978   |                                                                                            | PCF   | Louis Maisonnat | |
| VIe         | 3 avril 1978    | 22 mai 1981    | Mandat écourté à la suite d'une dissolution parlementaire décidée par François Mitterrand. | PCF   | Louis Maisonnat | |
| VIIe        | 2 juillet 1981  | 1er avril 1986 |                                                                                            | PCF   | Louis Maisonnat | |
| VIIIe       | 2 avril 1986    | 14 mai 1988    |                                                                                            | Aucun | Aucun           | Proportionnelle par département, pas de député par circonscription. Mandat écourté à la suite d'une dissolution parlementaire décidée par François Mitterrand. |
| IXe         | 23 juin 1988    | 1er avril 1993 |                                                                                            | PS    | Michel Destot   | |
| Xe          | 2 avril 1993    | 21 avril 1997  | Mandat écourté à la suite d'une dissolution parlementaire décidée par Jacques Chirac.      | PS    | Michel Destot   | |
| XIe         | 12 juin 1997    | 18 juin 2002   |                                                                                            | PS    | Michel Destot   | |
| XIIe        | 19 juin 2002    | 19 juin 2007   |                                                                                            | PS    | Michel Destot   | |
| XIIIe       | 20 juin 2007    | 19 juin 2012   |                                                                                            | PS    | Michel Destot   | |
| XIVe        | 20 juin 2012    | 20 juin 2017   |                                                                                            | PS    | Michel Destot   | |
| XVe         | 21 juin 2017    | 20 juin 2022   |                                                                                            | LREM  | Émilie Chalas   | |
| XVIe        | 20 juin 2022    | 9 juin 2024    |                                                                                            | LFI   | Élisa Martin    | Mandat écourté à la suite d'une dissolution parlementaire décidée par Emmanuel Macron.                                                                         |
| XVIIe       | 8 juillet 2024  | en cours       |                                                                                            | LFI   | Élisa Martin    | |

## Historique des élections

### Élections de 1958
| Candidat       | Candidat           | Parti          | Premier tour | Premier tour | Second tour | Second tour |  |
| Candidat       | Candidat           | Parti          | Voix         | %            | Voix        | %           |  |
| -------------- | ------------------ | -------------- | ------------ | ------------ | ----------- | ----------- |  |
|                | André Gauthier élu | Radsoc         | 12 072       | 32,99        | 24 679      | 68,96       |  |
|                | Élise Grappe       | PCF            | 9 257        | 25,3         | 11 109      | 31,04       |  |
|                | Jean Landru        | SFIO           | 7 573        | 20,7         | Retrait     | Retrait     |  |
|                | Louis Rachel       | UNR            | 3 521        | 9,62         | Retrait     | Retrait     |  |
|                | Paul Chamoux       | CR             | 2 288        | 6,25         | Retrait     | Retrait     |  |
|                | Jules Vallier      | Radsoc         | 1 877        | 5,13         | Retrait     | Retrait     |  |
|                |                    |                |              |              |             |             |  |
| Inscrits       | Inscrits           | Inscrits       | 50 233       | 100,00       | 50 234      | 100,00      |  |
| Abstentions    | Abstentions        | Abstentions    | 13 192       | 26,26        | 13 749      | 27,37       |  |
| Votants        | Votants            | Votants        | 37 041       | 73,74        | 36 485      | 72,63       |  |
| Blancs et nuls | Blancs et nuls     | Blancs et nuls | 453          | 1,22         | 697         | 1,91        |  |
| Exprimés       | Exprimés           | Exprimés       | 36 588       | 98,78        | 35 788      | 98,09       |  |

Le suppléant d'André Gauthier était le Docteur Louis Faure, conseiller général, maire de Bourg-d'Oisans.

### Élections de 1962
| Candidat       | Candidat                     | Parti          | Premier tour | Premier tour | Second tour | Second tour |  |
| Candidat       | Candidat                     | Parti          | Voix         | %            | Voix        | %           |  |
| -------------- | ---------------------------- | -------------- | ------------ | ------------ | ----------- | ----------- |  |
|                | Élise Grappe                 | PCF            | 10 251       | 31,3         | 14 002      | 40,48       |  |
|                | André Gauthier sortant réélu | Radsoc         | 10 116       | 30,89        | 20 592      | 59,52       |  |
|                | Joël Garcia                  | UNR-UDT        | 8 097        | 24,72        | Retrait     | Retrait     |  |
|                | Jean Landru                  | SFIO           | 4 289        | 13,09        | Retrait     | Retrait     |  |
|                |                              |                |              |              |             |             |  |
| Inscrits       | Inscrits                     | Inscrits       | 52 326       | 100,00       | 52 321      | 100,00      |  |
| Abstentions    | Abstentions                  | Abstentions    | 18 975       | 36,26        | 16 733      | 31,98       |  |
| Votants        | Votants                      | Votants        | 33 351       | 63,74        | 35 588      | 68,02       |  |
| Blancs et nuls | Blancs et nuls               | Blancs et nuls | 598          | 1,79         | 994         | 2,79        |  |
| Exprimés       | Exprimés                     | Exprimés       | 32 753       | 98,21        | 34 594      | 97,21       |  |

Le suppléant d'André Gauthier était Louis Faure.

### Élections de 1967
| Candidat       | Candidat               | Parti          | Premier tour | Premier tour | Second tour | Second tour |  |
| Candidat       | Candidat               | Parti          | Voix         | %            | Voix        | %           |  |
| -------------- | ---------------------- | -------------- | ------------ | ------------ | ----------- | ----------- |  |
|                | Louis Maisonnat élu    | PCF            | 15 169       | 34,5         | 23 788      | 54,45       |  |
|                | Philippe Atger         | UD-Ve          | 13 106       | 29,81        | 19 900      | 45,55       |  |
|                | André Gauthier sortant | FGDS (Radical) | 10 927       | 24,85        | Retrait     | Retrait     |  |
|                | André Grand            | PSU            | 3 380        | 7,69         | Retrait     | Retrait     |  |
|                | Michel Dupont-Ferrier  | Soc.ind.       | 1 382        | 3,14         |             |             |  |
|                |                        |                |              |              |             |             |  |
| Inscrits       | Inscrits               | Inscrits       | 58 523       | 100,00       | 58 532      | 100,00      |  |
| Abstentions    | Abstentions            | Abstentions    | 13 812       | 23,6         | 13 397      | 22,89       |  |
| Votants        | Votants                | Votants        | 44 711       | 76,4         | 45 135      | 77,11       |  |
| Blancs et nuls | Blancs et nuls         | Blancs et nuls | 747          | 1,67         | 1 447       | 3,21        |  |
| Exprimés       | Exprimés               | Exprimés       | 43 964       | 98,33        | 43 688      | 96,79       |  |

Le suppléant de Louis Maisonnat était Louis Mauberret, conseiller municipal de La Mure.

### Élections de 1968
| Candidat       | Candidat                | Parti          | Premier tour | Premier tour | Second tour | Second tour |  |
| Candidat       | Candidat                | Parti          | Voix         | %            | Voix        | %           |  |
| -------------- | ----------------------- | -------------- | ------------ | ------------ | ----------- | ----------- |  |
|                | Louis Maisonnat sortant | PCF            | 15 621       | 35,38        | 21 267      | 47,95       |  |
|                | Robert Aymar élu        | UDR (URP)      | 15 041       | 34,06        | 23 090      | 52,05       |  |
|                | Pierre Devillard        | CD (PDM)       | 7 145        | 16,18        | Retrait     | Retrait     |  |
|                | Paul Leroy              | PSU            | 3 463        | 7,84         |             |             |  |
|                | Jean-François Lacotte   | FGDS (SFIO)    | 2 886        | 6,54         |             |             |  |
|                |                         |                |              |              |             |             |  |
| Inscrits       | Inscrits                | Inscrits       | 58 963       | 100,00       | 58 966      | 100,00      |  |
| Abstentions    | Abstentions             | Abstentions    | 14 213       | 24,1         | 13 444      | 22,8        |  |
| Votants        | Votants                 | Votants        | 44 750       | 75,9         | 45 522      | 77,2        |  |
| Blancs et nuls | Blancs et nuls          | Blancs et nuls | 594          | 1,33         | 1 165       | 2,56        |  |
| Exprimés       | Exprimés                | Exprimés       | 44 156       | 98,67        | 44 357      | 97,44       |  |

Le suppléant de Robert Aymar était Bernard Lup, RI, chef de cabinet d'Aimé Paquet.

### Élections de 1973
| Candidat       | Candidat             | Parti                     | Premier tour | Premier tour | Second tour | Second tour |  |
| Candidat       | Candidat             | Parti                     | Voix         | %            | Voix        | %           |  |
| -------------- | -------------------- | ------------------------- | ------------ | ------------ | ----------- | ----------- |  |
|                | Louis Maisonnat élu  | PCF                       | 18 913       | 37,06        | 28 539      | 55,31       |  |
|                | Robert Aymar sortant | UDR (URP)                 | 12 054       | 23,62        | 23 059      | 44,69       |  |
|                | Jackie Klein         | CD (MR)                   | 7 205        | 14,12        | Retrait     | Retrait     |  |
|                | Jean-Claude Fanton   | PS (UGSD)                 | 6 451        | 12,64        |             |             |  |
|                | Jean Vanier          | Divers droite (Gaulliste) | 2 977        | 5,83         |             |             |  |
|                | Michel Destot        | PSU                       | 2 531        | 4,96         |             |             |  |
|                | Christian Schiltz    | LO                        | 908          | 1,78         |             |             |  |
|                |                      |                           |              |              |             |             |  |
| Inscrits       | Inscrits             | Inscrits                  | 67 206       | 100,00       | 67 197      | 100,00      |  |
| Abstentions    | Abstentions          | Abstentions               | 15 198       | 22,61        | 13 392      | 19,93       |  |
| Votants        | Votants              | Votants                   | 52 008       | 77,39        | 53 805      | 80,07       |  |
| Blancs et nuls | Blancs et nuls       | Blancs et nuls            | 969          | 1,86         | 2 207       | 4,1         |  |
| Exprimés       | Exprimés             | Exprimés                  | 51 039       | 98,14        | 51 598      | 95,9        |  |

Le suppléant de Louis Maisonnat était Louis Mauberret.

### Élections de 1978
| Candidat       | Candidat                      | Parti          | Premier tour | Premier tour | Second tour | Second tour |  |
| Candidat       | Candidat                      | Parti          | Voix         | %            | Voix        | %           |  |
| -------------- | ----------------------------- | -------------- | ------------ | ------------ | ----------- | ----------- |  |
|                | Louis Maisonnat sortant réélu | PCF            | 22 847       | 34,62        | 36 885      | 55,3        |  |
|                | Jean Vial                     | PS             | 14 035       | 21,27        | Retrait     | Retrait     |  |
|                | Pierre Gimel                  | RPR            | 12 442       | 18,85        | 29 820      | 44,7        |  |
|                | Jean-Charles Simiand          | UDF (PR)       | 11 946       | 18,1         | Retrait     | Retrait     |  |
|                | Marcel Deglane                | PSU (FA)       | 3 474        | 5,26         |             |             |  |
|                | Roland Bégot                  | LO             | 922          | 1,4          |             |             |  |
|                | Michel Dubarry                | UOPDP          | 331          | 0,5          |             |             |  |
|                |                               |                |              |              |             |             |  |
| Inscrits       | Inscrits                      | Inscrits       | 83 884       | 100,00       | 83 881      | 100,00      |  |
| Abstentions    | Abstentions                   | Abstentions    | 16 736       | 19,95        | 14 880      | 17,74       |  |
| Votants        | Votants                       | Votants        | 67 148       | 80,05        | 69 001      | 82,26       |  |
| Blancs et nuls | Blancs et nuls                | Blancs et nuls | 1 151        | 1,71         | 2 296       | 3,33        |  |
| Exprimés       | Exprimés                      | Exprimés       | 65 997       | 98,29        | 66 705      | 96,67       |  |

Le suppléant de Louis Maisonnat était Georges Maugiron, mineur, maire de Susville.

### Élections de 1981
| Candidat       | Candidat             | Parti             | Premier tour | Premier tour | Second tour | Second tour |  |
| Candidat       | Candidat             | Parti             | Voix         | %            | Voix        | %           |  |
| -------------- | -------------------- | ----------------- | ------------ | ------------ | ----------- | ----------- |  |
|                | Louis Maisonnat élu  | PCF               | 20 244       | 34,97        | 37 231      | 61,74       |  |
|                | Jean-Charles Simiand | UDF (PR)          | 17 780       | 30,72        | 23 069      | 38,26       |  |
|                | Jean Vial            | PS                | 17 195       | 29,71        | Retrait     | Retrait     |  |
|                | Catherine Costa      | Divers écologiste | 1 781        | 3,08         |             |             |  |
|                | Roland Bégot         | LO                | 543          | 0,94         |             |             |  |
|                | Annette Joux         | Divers gauche     | 337          | 0,58         |             |             |  |
|                | C. Laval             | CCA               | 2            | 0            |             |             |  |
|                |                      |                   |              |              |             |             |  |
| Inscrits       | Inscrits             | Inscrits          | 89 327       | 100,00       | 89 327      | 100,00      |  |
| Abstentions    | Abstentions          | Abstentions       | 30 874       | 34,56        | 27 034      | 30,26       |  |
| Votants        | Votants              | Votants           | 58 453       | 65,44        | 62 293      | 69,74       |  |
| Blancs et nuls | Blancs et nuls       | Blancs et nuls    | 571          | 0,98         | 1 993       | 3,2         |  |
| Exprimés       | Exprimés             | Exprimés          | 57 882       | 99,02        | 60 300      | 96,8        |  |

Le suppléant de Louis Maisonnat était Georges Maugiron.

### Élections de 1988
| Candidat       | Candidat          | Parti          | Premier tour | Premier tour | Second tour | Second tour |  |
| Candidat       | Candidat          | Parti          | Voix         | %            | Voix        | %           |  |
| -------------- | ----------------- | -------------- | ------------ | ------------ | ----------- | ----------- |  |
|                | Michel Destot élu | PS             | 13 041       | 41,11        | 19 636      | 59,1        |  |
|                | Richard Cazenave  | RPR (URC)      | 10 007       | 31,54        | 13 587      | 40,9        |  |
|                | Yannick Boulard   | PCF            | 3 126        | 13,01        |             |             |  |
|                | Jean Sahuc        | FN             | 3 109        | 9,8          |             |             |  |
|                | Roseline Vachetta | LCR            | 1 113        | 3,51         |             |             |  |
|                | Georges Elisée    | Divers gauche  | 327          | 1,03         |             |             |  |
|                | Georges Dupont    | Divers droite  | 0            | 0            |             |             |  |
|                |                   |                |              |              |             |             |  |
| Inscrits       | Inscrits          | Inscrits       | 52 141       | 100,00       | 52 143      | 100,00      |  |
| Abstentions    | Abstentions       | Abstentions    | 20 001       | 38,36        | 18 247      | 34,99       |  |
| Votants        | Votants           | Votants        | 32 140       | 61,64        | 33 896      | 65,01       |  |
| Blancs et nuls | Blancs et nuls    | Blancs et nuls | 417          | 1,3          | 673         | 1,99        |  |
| Exprimés       | Exprimés          | Exprimés       | 31 723       | 98,7         | 33 223      | 98,01       |  |

La suppléante de Michel Destot était Jacqueline Balluet, adjointe au maire de Fontaine.

### Élections de 1993
| Candidat       | Candidat                    | Parti          | Premier tour | Premier tour | Second tour | Second tour |  |
| Candidat       | Candidat                    | Parti          | Voix         | %            | Voix        | %           |  |
| -------------- | --------------------------- | -------------- | ------------ | ------------ | ----------- | ----------- |  |
|                | Claude Sagnard              | RPR (UPF)      | 10 151       | 30,66        | 14 877      | 45,26       |  |
|                | Michel Destot sortant réélu | PS (ADFP)      | 8 216        | 24,82        | 17 995      | 54,74       |  |
|                | Bruno de Bonfils            | FN             | 4 543        | 13,72        |             |             |  |
|                | Claude Jacquier             | Les Verts (EÉ) | 4 050        | 12,23        |             |             |  |
|                | Yannick Boulard             | PCF            | 3 347        | 10,11        |             |             |  |
|                | Georges Delannoy            | LT-LNÉ         | 1 077        | 3,25         |             |             |  |
|                | Roland Calmel               | LO             | 583          | 1,76         |             |             |  |
|                | Pierre Servaux              | MDD            | 338          | 1,02         |             |             |  |
|                | Maurice Colliat             | PT             | 284          | 0,86         |             |             |  |
|                | Gilles Ory                  | LCR            | 279          | 0,84         |             |             |  |
|                | Jean Estrangin              | PLN            | 237          | 0,72         |             |             |  |
|                |                             |                |              |              |             |             |  |
| Inscrits       | Inscrits                    | Inscrits       | 54 743       | 100,00       | 54 743      | 100,00      |  |
| Abstentions    | Abstentions                 | Abstentions    | 20 046       | 36,62        | 19 625      | 35,85       |  |
| Votants        | Votants                     | Votants        | 34 697       | 63,38        | 35 118      | 64,15       |  |
| Blancs et nuls | Blancs et nuls              | Blancs et nuls | 1 592        | 4,59         | 2 246       | 6,4         |  |
| Exprimés       | Exprimés                    | Exprimés       | 33 105       | 95,41        | 32 872      | 93,6        |  |

La suppléante de Michel Destot était Annie Deschamps, conseillère générale.

### Élections de 1997
| Candidat       | Candidat                     | Parti          | Premier tour | Premier tour | Second tour | Second tour |  |
| Candidat       | Candidat                     | Parti          | Voix         | %            | Voix        | %           |  |
| -------------- | ---------------------------- | -------------- | ------------ | ------------ | ----------- | ----------- |  |
|                | Michel Destot sortant réélu  | PS             | 10 460       | 32,32        | 20 855      | 61,93       |  |
|                | Pierre Berthet               | UDF (Rad)      | 6 662        | 20,58        | 12 818      | 38,07       |  |
|                | Alain Dugelay                | FN             | 4 803        | 14,84        |             |             |  |
|                | Yannick Boulard              | PCF            | 3 777        | 11,67        |             |             |  |
|                | Joëlle Diot                  | AREV           | 1 859        | 5,74         |             |             |  |
|                | Roland Calmel                | LO             | 1 012        | 3,13         |             |             |  |
|                | Bernard Burte                | GÉ             | 763          | 2,36         |             |             |  |
|                | Louis Trabut                 | US4J           | 702          | 2,17         |             |             |  |
|                | Arnaud Vercken de Vreuschmen | LDI (CNIP)     | 473          | 1,46         |             |             |  |
|                | Charles Basset               | Divers droite  | 347          | 1,07         |             |             |  |
|                | Arlette Arribert             | LT-LNÉ         | 340          | 1,05         |             |             |  |
|                | Danielle Ruau                | MDR            | 250          | 0,77         |             |             |  |
|                | Stéphane Gemmani             | Divers         | 249          | 0,77         |             |             |  |
|                | Michelle Dange               | IR             | 243          | 0,75         |             |             |  |
|                | Alain Sainte-Martine         | PT             | 183          | 0,57         |             |             |  |
|                | Guy Charvet                  | Divers         | 141          | 0,44         |             |             |  |
|                | Simone Bonnefois             | PLN            | 84           | 0,26         |             |             |  |
|                | Éric Albert                  | Divers         | 19           | 0,06         |             |             |  |
|                |                              |                |              |              |             |             |  |
| Inscrits       | Inscrits                     | Inscrits       | 54 472       | 100,00       | 54 472      | 100,00      |  |
| Abstentions    | Abstentions                  | Abstentions    | 20 866       | 38,31        | 18 825      | 34,56       |  |
| Votants        | Votants                      | Votants        | 33 606       | 61,69        | 35 647      | 65,44       |  |
| Blancs et nuls | Blancs et nuls               | Blancs et nuls | 1 239        | 3,69         | 1 974       | 5,54        |  |
| Exprimés       | Exprimés                     | Exprimés       | 32 367       | 96,31        | 33 673      | 94,46       |  |

La suppléante de Michel Destot était Christine Crifo, avocate à Grenoble.

### Élections de 2002
| Candidat       | Candidat                    | Parti                      | Premier tour | Premier tour | Second tour | Second tour |  |
| Candidat       | Candidat                    | Parti                      | Voix         | %            | Voix        | %           |  |
| -------------- | --------------------------- | -------------------------- | ------------ | ------------ | ----------- | ----------- |  |
|                | Michel Destot sortant réélu | PS                         | 13 226       | 38,51        | 17 275      | 57,2        |  |
|                | Matthieu Chamussy           | Divers droite (Maj. prés.) | 6 046        | 17,6         | 12 928      | 42,8        |  |
|                | Françoise Paramelle         | UMP                        | 5 353        | 15,59        |             |             |  |
|                | Nadine Bernard              | FN                         | 3 259        | 9,49         |             |             |  |
|                | Florence Joussellin         | Les Verts                  | 1 868        | 5,44         |             |             |  |
|                | Maryvonne Mathéoud          | PCF                        | 1 204        | 3,51         |             |             |  |
|                | Roseline Vachetta           | LCR                        | 793          | 2,31         |             |             |  |
|                | Nadine Nicolas              | Pôle républicain           | 525          | 1,53         |             |             |  |
|                | Gilberte Billerey           | LT-LNÉ                     | 405          | 1,18         |             |             |  |
|                | Roland Calmel               | LO                         | 370          | 1,08         |             |             |  |
|                | Bernard Macret              | SÉGA                       | 342          | 1            |             |             |  |
|                | Marie-Louise Vadot          | MNR                        | 270          | 0,79         |             |             |  |
|                | Françoise Carteron          | ND                         | 224          | 0,65         |             |             |  |
|                | Robert Sadion dit Sone      | GÉ                         | 139          | 0,4          |             |             |  |
|                | Hélène Emin                 | PT                         | 131          | 0,38         |             |             |  |
|                | Laurent Arena               | Extrême droite             | 103          | 0,3          |             |             |  |
|                | Hubert Sage                 | Divers gauche              | 89           | 0,26         |             |             |  |
|                |                             |                            |              |              |             |             |  |
| Inscrits       | Inscrits                    | Inscrits                   | 54 408       | 100,00       | 54 408      | 100,00      |  |
| Abstentions    | Abstentions                 | Abstentions                | 19 522       | 35,88        | 23 022      | 42,31       |  |
| Votants        | Votants                     | Votants                    | 34 886       | 64,12        | 31 386      | 57,69       |  |
| Blancs et nuls | Blancs et nuls              | Blancs et nuls             | 539          | 1,55         | 1 183       | 3,77        |  |
| Exprimés       | Exprimés                    | Exprimés                   | 34 347       | 98,45        | 30 203      | 96,23       |  |

La suppléante de Michel Destot était Christine Crifo, conseillère générale du canton de Grenoble-5.

### Élections de 2007
| Candidat       | Candidat                    | Parti               | Premier tour | Premier tour | Second tour | Second tour |  |
| Candidat       | Candidat                    | Parti               | Voix         | %            | Voix        | %           |  |
| -------------- | --------------------------- | ------------------- | ------------ | ------------ | ----------- | ----------- |  |
|                | Michel Destot sortant réélu | PS                  | 12 656       | 37,79        | 20 088      | 61,95       |  |
|                | Nathalie Béranger           | UMP                 | 5 629        | 16,81        | 12 340      | 38,05       |  |
|                | Matthieu Chamussy           | diss. UMP           | 5 326        | 15,9         |             |             |  |
|                | Nicolas Pinel               | UDF–MoDem           | 3 222        | 9,62         |             |             |  |
|                | Christine Garnier           | Les Verts           | 1 829        | 5,46         |             |             |  |
|                | Zohra Chorfa                | PCF                 | 1 096        | 3,27         |             |             |  |
|                | Mazdak Kafai                | LCR                 | 1 045        | 3,12         |             |             |  |
|                | Raymond Bailly              | FN                  | 928          | 2,77         |             |             |  |
|                | Sébastien Teyssier          | Extrême gauche (GA) | 422          | 1,26         |             |             |  |
|                | Serge Lopez                 | LT-LNÉ              | 378          | 1,13         |             |             |  |
|                | Catherine Carrier           | Divers              | 226          | 0,67         |             |             |  |
|                | Rémi Adam                   | LO                  | 207          | 0,62         |             |             |  |
|                | Emmanuel Lardeux            | MPF                 | 201          | 0,6          |             |             |  |
|                | Guy Bouteille               | MNR                 | 126          | 0,38         |             |             |  |
|                | Guy Rabasa                  | PT                  | 107          | 0,32         |             |             |  |
|                | René Forney                 | Extrême droite      | 62           | 0,19         |             |             |  |
|                | Étienne Cornu               | Divers              | 28           | 0,08         |             |             |  |
|                | Paul Chenavaz               | Divers              | 0            | 0            |             |             |  |
|                |                             |                     |              |              |             |             |  |
| Inscrits       | Inscrits                    | Inscrits            | 60 329       | 100,00       | 60 329      | 100,00      |  |
| Abstentions    | Abstentions                 | Abstentions         | 26 440       | 43,83        | 26 916      | 44,62       |  |
| Votants        | Votants                     | Votants             | 33 889       | 56,17        | 33 413      | 55,38       |  |
| Blancs et nuls | Blancs et nuls              | Blancs et nuls      | 401          | 1,18         | 985         | 2,95        |  |
| Exprimés       | Exprimés                    | Exprimés            | 33 488       | 98,82        | 32 428      | 97,05       |  |

### Élections de 2012
| Candidat       | Candidat                    | Parti          | Premier tour | Premier tour | Second tour | Second tour |  |
| Candidat       | Candidat                    | Parti          | Voix         | %            | Voix        | %           |  |
| -------------- | --------------------------- | -------------- | ------------ | ------------ | ----------- | ----------- |  |
|                | Michel Destot sortant réélu | PS             | 13 124       | 40,49        | 19 076      | 66,13       |  |
|                | Nathalie Béranger           | UMP            | 6 272        | 19,35        | 9 772       | 33,87       |  |
|                | Jean-René Breville          | RBM (FN)       | 4 156        | 12,82        |             |             |  |
|                | Patrice Voir                | FG (PCF)       | 3 330        | 10,27        |             |             |  |
|                | Yann Mongaburu              | EÉLV           | 2 821        | 8,70         |             |             |  |
|                | Marie-Claire Nepi           | CpF (MoDem)    | 851          | 2,63         |             |             |  |
|                | Josiane Hirel               | LT-LNÉ         | 339          | 1,05         |             |             |  |
|                | Eléonore Perrier            | MRC            | 318          | 0,98         |             |             |  |
|                | Mazdak Kafai                | NPA            | 291          | 0,90         |             |             |  |
|                | Abdelaziz Serrag            | AÉI            | 245          | 0,76         |             |             |  |
|                | Lahcen Benmaza              | Divers droite  | 177          | 0,55         |             |             |  |
|                | Catherine Brun              | LO             | 158          | 0,49         |             |             |  |
|                | Christine Favaro            | DR             | 149          | 0,46         |             |             |  |
|                | Geoffrey Excoffon           | POI            | 100          | 0,31         |             |             |  |
|                | Benoit Odille               | S&P            | 55           | 0,17         |             |             |  |
|                | Alain Guézou                | Divers         | 28           | 0,09         |             |             |  |
|                |                             |                |              |              |             |             |  |
| Inscrits       | Inscrits                    | Inscrits       | 59 259       | 100,00       | 59 259      | 100,00      |  |
| Abstentions    | Abstentions                 | Abstentions    | 26 526       | 44,76        | 29 260      | 49,38       |  |
| Votants        | Votants                     | Votants        | 32 733       | 55,24        | 29 999      | 50,62       |  |
| Blancs et nuls | Blancs et nuls              | Blancs et nuls | 319          | 0,97         | 1 151       | 3,84        |  |
| Exprimés       | Exprimés                    | Exprimés       | 32 414       | 99,03        | 28 848      | 96,16       |  |

### Élections de 2017
Les élections législatives françaises de 2017 ont eu lieu les dimanches 11 et 18 juin 2017. Quatorze candidats se présentent au premier tour.
| Candidat         | Candidat            | Parti       | Premier tour | Premier tour | Second tour | Second tour |
| Candidat         | Candidat            | Parti       | Voix         | %            | Voix        | %           |
| ---------------- | ------------------- | ----------- | ------------ | ------------ | ----------- | ----------- |
|                  | Émilie Chalas       | REM         | 9 940        | 36,18        | 12 014      | 54,01       |
|                  | Raphaël Briot       | FI          | 4 040        | 14,71        | 10 232      | 45,99       |
|                  | Soukaïna Larabi     | EELV        | 3 091        | 11,25        |             |             |
|                  | Michel Destot*      | PS          | 2 755        | 10,03        |             |             |
|                  | Béatrix Bolvin      | FN          | 2 633        | 9,58         |             |             |
|                  | Elodie Léger        | LR          | 2 389        | 8,70         |             |             |
|                  | Jean-Paul Trovero   | PCF         | 953          | 3,47         |             |             |
|                  | Alain Bonnet        | DLF         | 422          | 1,54         |             |             |
|                  | Josiane Hirel       | Le Trèfle   | 401          | 1,46         |             |             |
|                  | Patrick de Verdière | DVG         | 241          | 0,88         |             |             |
|                  | Paul Baron          | UPR         | 239          | 0,87         |             |             |
|                  | Catherine Brun      | LO          | 203          | 0,74         |             |             |
|                  | Yazid Bensalem      | DVG         | 88           | 0,32         |             |             |
|                  | Abdelkader Benyoub  | DVG         | 77           | 0,28         |             |             |
|                  |                     |             |              |              |             |             |
| Inscrits         | Inscrits            | Inscrits    | 59 780       | 100,00       |             |             |
| Abstentions      | Abstentions         | Abstentions | 31 943       | 53,43        |             |             |
| Votants          | Votants             | Votants     | 27 837       | 46,57        |             |             |
| Blancs           | Blancs              | Blancs      | 263          | 0,94         |             |             |
| Nuls             | Nuls                | Nuls        | 102          | 0,37         |             |             |
| Exprimés         | Exprimés            | Exprimés    | 27 472       | 98,69        |             |             |
| * député sortant |                     |             |              |              |             |             |

### Élections de 2022
Les élections législatives françaises de 2022 ont eu lieu les dimanches 12 et 19 juin 2022.
| Candidat                 | Candidat                 | Parti et coalition       | Nuance                   | Premier tour | Premier tour | Second tour | Second tour |
| Candidat                 | Candidat                 | Parti et coalition       | Nuance                   | Voix         | %            | Voix        | %           |
| ------------------------ | ------------------------ | ------------------------ | ------------------------ | ------------ | ------------ | ----------- | ----------- |
|                          | Élisa Martin             | LFI (NUPES)              | NUP                      | 12 284       | 42,49        | 15 326      | 57,48       |
|                          | Émilie Chalas            | LREM (ENS)               | ENS                      | 7 112        | 24,60        | 11 338      | 42,52       |
|                          | Christel Dupré           | RN                       | RN                       | 3 424        | 11,84        |             |             |
|                          | Clément Chappet          | LR (UDC)                 | LR                       | 2 049        | 7,09         |             |             |
|                          | Stéphane Gemmani         | Cap21                    | ECO                      | 1 743        | 6,03         |             |             |
|                          | Lucie Tivolle            | REC                      | REC                      | 975          | 3,37         |             |             |
|                          | Isabelle Jimenez Debeze  | MEI                      | ECO                      | 610          | 2,11         |             |             |
|                          | Sandra Krief             | PA                       | ECO                      | 327          | 1,13         |             |             |
|                          | Catherine Brun           | LO                       | DXG                      | 264          | 0,91         |             |             |
|                          | Romain Edwige            | POID                     | DXG                      | 123          | 0,43         |             |             |
|                          |                          |                          |                          |              |              |             |             |
| Votes valides            | Votes valides            | Votes valides            | Votes valides            | 28 911       | 98,76        | 26 664      | 95,17       |
| Votes blancs             | Votes blancs             | Votes blancs             | Votes blancs             | 262          | 0,89         | 986         | 3,52        |
| Votes nuls               | Votes nuls               | Votes nuls               | Votes nuls               | 102          | 0,35         | 368         | 1,31        |
| Total                    | Total                    | Total                    | Total                    | 29 275       | 100          | 28 018      | 100         |
| Abstention               | Abstention               | Abstention               | Abstention               | 31 119       | 51,53        | 32 384      | 53,61       |
| Inscrits / participation | Inscrits / participation | Inscrits / participation | Inscrits / participation | 60 394       | 48,47        | 60 402      | 46,39       |

### Élections de 2024
| Candidat                 | Candidat                 | Parti et coalition       | Nuances                  | Premier tour | Premier tour | Second tour | Second tour |
| Candidat                 | Candidat                 | Parti et coalition       | Nuances                  | Voix         | %            | Voix        | %           |
| ------------------------ | ------------------------ | ------------------------ | ------------------------ | ------------ | ------------ | ----------- | ----------- |
|                          | Élisa Martin réélue      | LFI (NFP)                | UG                       | 16 933       | 42,84        | 24 837      | 69,61       |
|                          | Christel Dupré           | RN                       | RN                       | 8 989        | 22,74        | 10 844      | 30,39       |
|                          | Émilie Chalas            | RE (ENS)                 | ENS                      | 7 908        | 20,01        | Retrait     | Retrait     |
|                          | Stéphane Gemmani         | PS diss.                 | DVG                      | 3 059        | 7,74         |             |             |
|                          | Coline Genevois          | LR                       | LR                       | 1 103        | 2,79         |             |             |
|                          | M'Hamed Benharouga       | UDI                      | UDI                      | 370          | 0,94         |             |             |
|                          | Khemisti Boubeker        | SE                       | DVG                      | 289          | 0,73         |             |             |
|                          | Isabelle Fassion         | REC                      | REC                      | 251          | 0,63         |             |             |
|                          | Catherine Brun           | LO                       | EXG                      | 223          | 0,56         |             |             |
|                          | Louiliam Clot            | Équinoxe                 | ECO                      | 181          | 0,46         |             |             |
|                          | Baptiste Anglade         | NPA-R                    | EXG                      | 142          | 0,36         |             |             |
|                          | Samuel Le Fourn          | PT                       | EXG                      | 82           | 0,21         |             |             |
|                          |                          |                          |                          |              |              |             |             |
| Votes valides            | Votes valides            | Votes valides            | Votes valides            | 39 530       | 98,27        | 35 681      | 90,63       |
| Votes blancs             | Votes blancs             | Votes blancs             | Votes blancs             | 446          | 1,11         | 2 898       | 7,36        |
| Votes nuls               | Votes nuls               | Votes nuls               | Votes nuls               | 250          | 0,62         | 792         | 2,01        |
| Total                    | Total                    | Total                    | Total                    | 40 226       | 100          | 39 371      | 100         |
| Abstention               | Abstention               | Abstention               | Abstention               | 17 232       | 29,99        | 18 155      | 31,56       |
| Inscrits / participation | Inscrits / participation | Inscrits / participation | Inscrits / participation | 57 458       | 70,01        | 57 526      | 68,44       |

#### Département de l'Isère
- La fiche de l'INSEE de cette circonscription : « Tableaux et Analyses de la troisième circonscription de l'Isère », sur insee.fr, site de l'Institut national de la statistique et des études économiques (consulté le 10 juin 2007) [PDF]
- « Tous les députés du département de l'Isère depuis 1789 », sur assemblee-nationale.fr, site de l'Assemblée nationale française (consulté le 10 juin 2007)
- « Informations contentieuses sur le département de l'Isère (Élections législatives de 2002) », sur conseil-constitutionnel.fr, site du Conseil constitutionnel (consulté le 13 juin 2007)

#### Circonscriptions en France
- « Carte des circonscriptions législatives en France », sur assemblee-nationale.fr, site de l'Assemblée nationale française (consulté le 10 juin 2007)
- « Résultats électoraux officiels en France », sur interieur.gouv.fr, site du ministère de l'Intérieur (France) (consulté le 13 juin 2007)
- Description et Atlas des circonscriptions électorales de France sur http://www.atlaspol.com, Atlaspol, site de cartographie géopolitique, consulté le 13 juin 2007.